# NGC 2999
NGC 2999 je galaksija vrste I1p u zviježđu Jedru.
RNGC ovaj objekt smatra nepostojećim (Sulentic i Tifft 1973).

## Vanjske poveznice
- SEDS: NGC 2999